# Liste der Monuments historiques in Gironde-sur-Dropt
Die Liste der Monuments historiques in Gironde-sur-Dropt führt die Monuments historiques in der französischen Gemeinde Gironde-sur-Dropt auf.

## Liste der Bauwerke
| Bezeichnung       | Beschreibung                  | Standort | Kennzeichnung | Schutzstatus | Datum | Bild           |
| ----------------- | ----------------------------- | -------- | ------------- | ------------ | ----- | -------------- |
| Kirche Notre-Dame | Erbaut im 11./12. Jahrhundert | (Lage)   | PA33000045    | Inscrit      | 2001  | weitere Bilder |

## Liste der Objekte
| Bezeichnung       | Beschreibung           | Standort                        | Kennzeichnung | Schutzstatus | Datum | Bild |
| ----------------- | ---------------------- | ------------------------------- | ------------- | ------------ | ----- | ---- |
| Fermeture de baie | Stein, 12. Jahrhundert | in der Kirche Notre-Dame (Lage) | PM33000522    | Classé       | 1903  |      |